# Erzherzog Johann (Film)
Erzherzog Johann, deutscher Verleihtitel Herzog Hansl, ist ein im Sommer 1928 entstandenes, österreichisches Stummfilm-Liebesdrama von Max Neufeld mit Igo Sym in der Titelrolle. Johanns Liebe Anna Plochl verkörperte Xenia Desni.

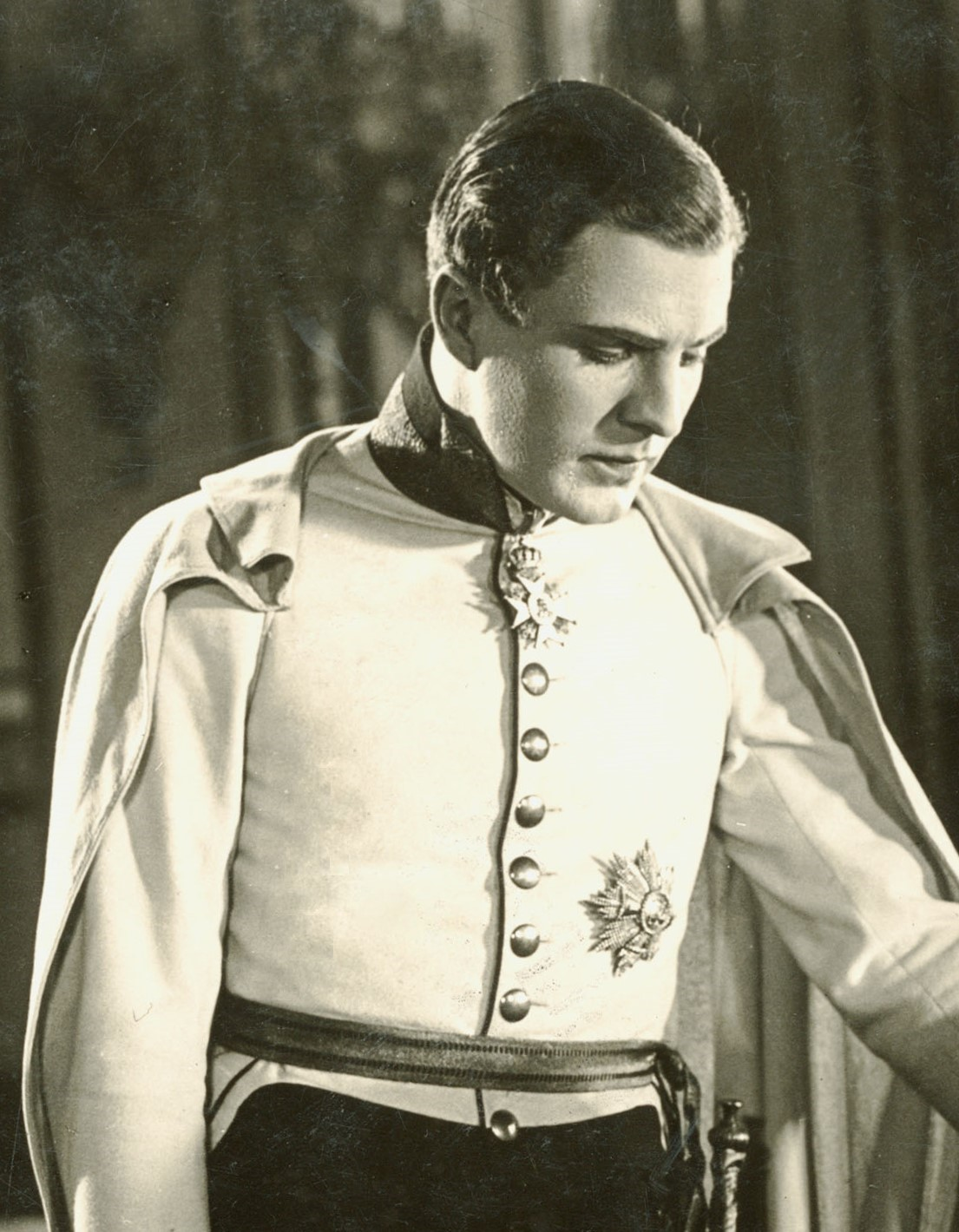
Werner Pittschau als Graf Prokesch in Erzherzog Johann

## Handlung
Der Film erzählt frei die weithin bekannte Liebesgeschichte zwischen dem in seinem Heimatland Österreich äußerst populären, weil volkstümlichen Habsburger-Erzherzog Johann und seiner großen Liebe zu der bürgerlichen Postmeistertochter Anna Plochl nach, die in eine morganatischen Ehe mündete. Die Geschichte beginnt im Hochgebirge der Steiermark, wo der Erzherzog in Begleitung seines besten Freundes Graf Prokesch auf Gamsjagd ist. Es kommt zu einem Unfall, bei dem sich Johann verletzt und ins Dorf hinabgetragen werden muss. Er findet Aufnahme im bescheidenen Haus des Postmeisters Plochl. Niemand erkennt den Sohn von Großherzog Leopold und auch für die Tochter des Hauses, Anna Plochl, ist der Verletzte, in den sie sich in den nächsten Tagen verlieben wird, lediglich der „Jager-Hansl“. Johann erwidert die Liebe des einfachen Landmädchens.
Plötzlich aber bricht die hohe Politik in beider Leben hinein, und Erzherzog Johann wird während der revolutionären Unruhen 1848 in Frankfurt kurzfristig zum Reichsverweser bestimmt. Damit gerät er zum Spielball des ränkeschmiedenden, konservativen Staatsministers Fürst Metternich. Aus Gründen der Staatsräson erzwingt Kaiser Ferdinand von seinem nahen Verwandten dessen Zusage, die Liaison mit der als völlig unstandesgemäß angesehenen Anna so rasch wie möglich zu beenden. Traurig wendet sich Anna von ihrem Prinzen ab und beabsichtigt, den Herrenhofbauern zu heiraten, während für Erzherzog Johann eine Prinzessin von Württemberg ausersehen wurde. Schließlich aber siegt doch noch die Liebe, und Johann und Anna dürfen heiraten und können ihr gemeinsames Glück finden.

## Produktionsnotizen
Erzherzog Johann entstand mit Atelieraufnahmen im Filmatelier Schönbrunn und mit Außenaufnahmen rund um das Dachstein-Massiv und im Ausseerland. Die Uraufführung erfolgte am 8. November 1928 im Rahmen einer Pressevorführung im Wiener Haydn Kino. Der Siebenakter besaß eine Länge von 2740 Meter.
Hans Ledersteger entwarf die Filmbauten.

## Kritiken
Das Kino-Journal lobte die Produktion: „Max Neufeld hat diesen Film [mit] besonderer Sorgfalt und viel Liebe und Verständnis inszeniert. Es standen ihm in Theyer und Ledersteger ausgezeichnete Helfer zur Seite, so daß der Film wirklich ein Wiener Meisterwerk geworden ist. Sowohl die Bilder aus dem lieblichen Posthausidyll, die großen Hofszenen, wie auch die in mühevollster Arbeit am Dachstein, im ewigen Eis, dann in Aussee und am Grundlsee aufgenommen, sind ausgezeichnet gelungen.“.
Auch die Kleine Volks-Zeitung fand nur freundliche Worte für diesen Film: „Igo Sym ist ein idealer Repräsentant für den Erzherzog Johann, vornehm und schlicht, das Herz am rechten Fleck. In seiner Ursprünglichkeit und Treue ein echter Sohn der Berge, überaus reizvoll und liebenswürdig Xenia Desny [sic!] als seine Partnerin, prächtig auch der zu früh dahingegangene Werner Pittschau, dessen hohes künstlerisches Können in diesem Film zum letztenmal aufleuchtet. Was Max Neufelds Regie betrifft, spürt man aus jeder einzelnen Episode, dass ihm das Ganze ebenso eine künstlerische als auch eine Herzenssache war.“
Wiens Die Stunde hingegen sprach kritisch Alfred Deutsch-Germans künstlerische Freiheiten an, die er sich mit seinem Drehbuch im Umgang mit der Geschichte erlaubt hatte: „Er hat die Gestalt des Erzherzog Johanns wie die der Anna Plochl idealisiert und auch Zeit und Alter mit der Berechtigung des Autors, der nicht Geschichte schreibt, sondern ein wirksames Filmspiel zu schaffen hat, ein wenig verändert und auch sonst gewisse Situationen geschaffen, die der Historie nicht entsprechen. Immerhin ist ein handfestes Filmdrehbuch zustande gekommen, das Max Neufeld in saubere und sehr gute Spielszenen aufgelöst hat. (…) Xenia Desni ist eine zu sentimentale Postmeisterstochter. Ausgezeichnet ist Paul Biensfeldt, der Ferdinand den Gütigen heiter charakterisiert.“.